# O natt av ljus som ej kan dö
O natt av ljus som ej kan dö är en psalm, skriven av Bo Setterlind 1963, musiken är skriven 1553 av Burkhard Waldis.

## Publicerad i
- 1986 års psalmbok som nr 461 under rubriken "Påsk".